# Lego Trains

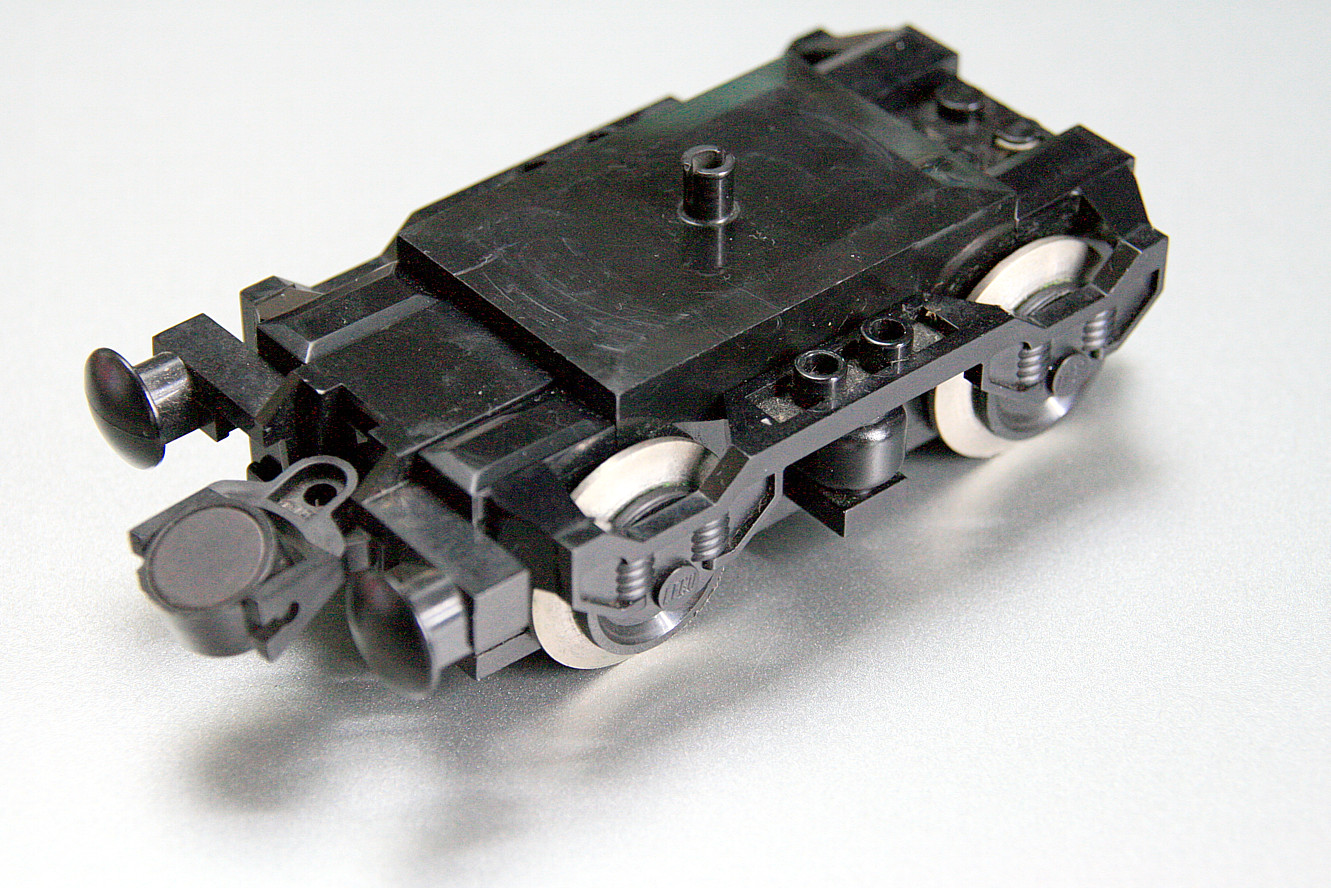
9 Volt-motor

Lego Trains är en Legoserie som introducerades 1966, och är baserad på tåg. Produkter har omfattat lok, järnväg, rullande materiel, järnvägsstationer, ställverk, och annat järnvägsrelaterat. Serien är populär bland både yngre och äldre personer.